# Oriomeryx
Oriomeryx — вимерлий рід родини Moschidae, ендемічний для Європи з епохи раннього міоцену, приблизно 20 млн. років. Скам'янілості відомі лише з одного місця в Сарагосі, Іспанія.